# گاردنر (داکوتای شمالی)
گاردنر(به انگلیسی: Gardner) شهری در ایالت داکوتای شمالی کشور ایالات متحده آمریکا است که جمعیت آن در سرشماری سال ۲۰۱۰ میلادی، ۷۴ نفر بوده‌است.